# Годвин Уэссекский
Годвин (англ. Godwine, Godwin; около 1001 — 15 апреля 1053, Уинчестер) — крупный государственный деятель и наиболее могущественный магнат второй трети XI века в Англии, эрл Уэссекса с 1019 года. Годвин также был отцом последнего англосаксонского короля Гарольда II.

## Биография

### Возвышение Годвина
Происхождение Годвина достоверно не известно. Возможно, его отцом был некий Вульфнот Килд (около 983 — около 1015), уэссекский тэн, который был внуком Этельварда, потомок короля Этельреда I, перешедший в 1002 году на сторону датских викингов в период их набегов на англосаксонское королевство. По другой версии, Годвин происходил из крестьян-керлов. Очевидно, однако, что возвышение Годвина объясняется не его происхождением, а службой у короля Кнуда Великого.
Хотя в период борьбы Эдмунда Железнобокого с датчанами Годвин выступал на стороне англосаксонского короля, после смерти Эдмунда в 1016 году он присягнул на верность Кнуду. Рост влияния Годвина при англо-датском дворе короля, вероятно, связан с его женитьбой на Гите, сестре ярла Ульфа, зятя Кнуда Великого. Как бы то ни было, уже в самом начале правления Кнуда Датского, Годвин стал одним из наиболее близких соратников короля, а в 1019 году, когда король разделил Англию на несколько крупных провинций, был возведён в ранг эрла Уэссекса. В результате под властью Годвина оказалась вся территория южной Англии от Кента до Корнуолла, что вывело его на первые места в государстве Кнуда Великого. Годвин сохранял свои позиции и лояльность королю на протяжении всего правления короля и, представляя интересы англосаксонского элемента в англо-датской монархии Кнуда, обеспечивал преемственность датской династии англосаксонским королям прошлого.

### Годвин в правление сыновей Кнуда
После смерти Кнуда в 1035 году Годвин первоначально поддержал королеву Эмму Нормандскую в защите интересов её сына Хардекнуда, как наследника короля Кнуда Великого по обеим линиям: датской (от отца) и англосаксонской (от матери) на английском престоле. Однако вскоре он перешёл на сторону Гарольда, незаконного сына короля Кнуда. В 1036 году Годвин участвовал в пленении Альфреда Этелинга, потомка англосаксонского королевского дома, также имеющего права на престол Англии. В результате этого пленения Альфред был ослеплён и скончался от ран. Когда в 1040 году королём Англии стал Хардекнуд, единоутробный брат Альфреда, Годвин был обвинён в убийстве. Для того, чтобы снять с себя обвинения ему пришлось передать королю большой отряд хорошо вооружённых рыцарей, а также обеспечить свои показания клятвами всех ведущих магнатов страны.

### Пик власти и падение Годвина
В 1042 году после смерти Хардекнуда английским королём был избран Эдуард Исповедник, потомок древней англосаксонской династии и старший брат погибшего Альфреда. Годвин поддержал вступление на престол Эдуарда, однако легенда о том, что именно Годвину Эдуард обязан своей короной, является очевидным вымыслом. При Эдуарде, воспитывавшемся в Нормандии и не имевшем прочной опоры среди военно-служилой знати англо-датской монархии, Годвин занял первое место в системе государственной власти. В 1045 году он организовал брак короля Эдуарда и своей дочери Эдиты, а также обеспечил передачу своему старшему сыну Свену графств Оксфордшир, Глостершир, Герефордшир, Беркшир и Сомерсет. Хотя Свен вскоре был лишён титула эрла и своих владений из-за связи с аббатисой, Годвин в 1050 году добился его реставрации. Второй сын Годвина, Гарольд, стал эрлом Восточной Англии. В результате владения семьи Годвина охватывали почти половину территории страны.
Могущество Годвина не могло не вызвать недовольство других представителей англосаксонской знати, прежде всего Леофрика, эрла Мерсии, и Сиварда, эрла Нортумбрии. Король также не питал особых симпатий к всемогущему магнату, который был участником убийства его брата. Эдуард делал ставку на новую нормандскую знать, которой он активно жаловал земли и должности, стараясь создать противовес дому Годвина и англо-датским магнатам.
Повод для атаки на Годвина представился в 1051 году. В Дувре были убиты несколько человек из свиты Евстахия II, графа Булонского, гостя Эдуарда Исповедника. Когда король приказал Годвину как эрлу Уэссекса наказать жителей города, нарушивших обычай гостеприимства, тот отказался это сделать. Было ли это связано с уверенностью Годвина в невиновности горожан, или он не желал терять поддержки у простого населения южной Англии, не известно. Однако его отказ означал разрыв с королём. К осени 1051 года Годвин и его сыновья собрали армию, которая окружила Эдуарда в Глостере, и потребовали расследования дуврского инцидента и последующих действий эрла Годвина. На помощь королю пришли отряды Леофрика Мерсийского и Сиварда Нортумбрийского, что позволило Эдуарду выиграть время, объявив о созыве витенагемота. Одновременно король приказал всем тэнам королевства прибыть в его армию. Это было старинное право короля, которое были обязаны исполнять все военно-служилые люди Англии, независимо от своих сеньоров. В результате Годвин оказался лишённым большей части своих вооружённых сил. Осознав это, Годвин не явился на рассмотрение своего дела витенагемотом, а бежал из страны. Владения эрла и его сыновей были конфискованы.

### Реставрация и смерть
После падения Годвина король Эдуард стал ещё более активно ориентироваться на нормандскую знать. Обширные владения Годвина и его семьи были разделены между нормандскими рыцарями, они же заняли ведущие места при дворе. Более того, очевидно, что именно в этот период Эдуард объявил своим наследником Вильгельма II, герцога Нормандии. Усиление нормандцев вызвало недовольство англосаксонской знати и служилых людей королевства.
Тем временем, в 1052 году Годвин собрал небольшой флот во Фландрии и высадился на южном побережье Англии. Здесь его с энтузиазмом встретило местное население и знать Кента, Сассекса и Суррея. Королевский флот попытался атаковать Годвина, но тому удалось беспрепятственно покинуть английские воды. Вскоре взбунтовались команды судов короля Эдуарда, что открыло перед Годвином всё южное побережье страны. Годвин немедленно воспользовался ситуацией и, разорив острова Уайт и Портленд, соединился с эскадрой своего сына Гарольда, шедшей из Ирландии. К ним вскоре присоединились корабли южно-английских портов. Соединённый флот вошёл в Темзу. Король Эдуард был вынужден подчиниться. Был созван витанагемот, который снял с Годвина и его семьи обвинения в измене и возвратил им их владения. Более того, под давлением Годвина король согласился на изгнание из Англии нормандцев. Вместе с ними из страны был выслан архиепископ Кентерберийский, давний противник Годвина.
Реставрация Годвина явилась поворотным моментом в истории англосаксонской Британии. После 1052 года могуществу семьи Годвина уже не могли противостоять не только ни одна из аристократических группировок страны, но и сам король. Изгнание нормандских советников Эдуарда Исповедника лишило Англию шанса на мирную передачу власти после смерти короля Вильгельму Нормандскому. Смещение архиепископа существенно подорвало внешнеполитические позиции сторонников Годвина и позволило в дальнейшем Вильгельму Завоевателю выступить защитником церкви. С другой стороны, успех действий Годвина против короля продемонстрировал слабость государственной власти в Англии и её обороноспособности.
На вершине власти Годвин находился недолго: 15 апреля 1053 года он скончался в Уинчестере. В качестве эрла Уэссекса и первого лица в государстве ему наследовал его сын Гарольд II Годвинсон. Смерть Годвина не привела к падению влияния его семьи: на протяжении всего правления Эдуарда Исповедника сыновья Годвина занимали ведущие позиции в стране, владея огромными территориями от Нортумбрии до Корнуолла. Более того, после смерти Эдуарда королём Англии был избран Гарольд Годвинсон.
Похоронен в Уинчестерском соборе.

### Семья
- Жена (1019 год) Гита, дочь Торкеля Стюрбьёрнссона и правнучка Харальда Синезубого, короля Дании и Норвегии.

Дети:
- Свен (около 1023 — 1052), эрл Герефордшира
- Гарольд II (около 1025 — 1066), король Англии (1066)
- Тостиг (около 1026 — 1066), эрл Нортумбрии
- Эдита (около 1029 — 1075), замужем за Эдуардом Исповедником, королём Англии
- Гирт (около 1032 — 1066)
- Гунгильда (около 1035 — 1080), монахиня
- Эльфгифу (около 1035 — ?)
- Леофвин (около 1035 — 1066), эрл Кента
- Вульфнот (около 1040 — 1094)

## В кино
- «1066» (англ. 1066) — телевизионный фильм реж. Робина Джейкоба (Великобритания, 2012); в роли эрла — Льюис Коллинс.
- «Викинги: Вальхалла» (англ. Vikings: Valhalla) — телесериал реж. Нильса Оплева и продюсера Майкла Хёрста (США, Канада, Ирландия, 2022—2024); в роли эрла — Дэвид Оукс.
- «Король и завоеватель» (англ. King and Conqueror) — телесериал реж. Балтазара Кормакура (Великобритания, 2025); в роли эрла — Джефф Белл.